# Hastings (Nebraska)
Hastings ist eine Stadt und der County Seat des Adams County im US-Bundesstaat Nebraska. Das U.S. Census Bureau hat bei der Volkszählung 2020 eine Einwohnerzahl von 25.152 ermittelt.

## Geschichte
Das erste Haus in Hastings wurde schon 1871 gebaut, allerdings galt der Ort erst ein Jahr später als gegründet, als die Burlington & Missouri River Railroad Hastings erreichte. Namensgeber der Stadt war Colonel Thomas D. Hastings, der für die St.Joseph & Denver Railroad arbeitete und maßgeblich daran beteiligt war, dass sich die Eisenbahnlinien an der Stelle der heutigen Stadt vereinigten, was zu einem raschen Wachstum führte. Die offizielle Eintragung erfolgte im Jahr 1874.
Nachdem schon 1873 die Zeitung Hastings Journal in Druck gegangen war, wurde 1877 der County Seat von Juniata nach Hastings übertragen. Ende der 1870er Jahre hatte die damals 3.000 Einwohner zählende Stadt drei Hotels. In den 1880er Jahren entstanden viele Gebäude aus Stein, da ein Feuer 1879 viele der Holzbauten zerstört hatte. Die Bibliothek und das Krankenhaus entstanden 1888. Das rapide Wachstum der Stadt zeigt eine Schätzung gegen Ende der 1880er Jahre, die die Einwohnerzahl schon auf über 12.000 festlegte. Das Ende des Jahrhunderts war von einer Dürreperiode bestimmt, die negativen Einfluss auf die Entwicklung Hastings’ hatte. Sowohl das Getreide als auch die angepflanzten Früchtebäume konnten die Dürre nicht überleben, was die finanzielle Grundlage vieler Siedler zerstörte. 1897 hatte die Stadt daher nur 7.180 Einwohner zu verzeichnen.
Mit der Jahrhundertwende erholte sich das Klima und die Entwicklung nahm einen weiterhin positiven Verlauf. Neue Gebäude wurden gebaut, wie bspw. ein neues Depot der Burlington & Missouri River Railroad (1902) oder die neue High School und das neue Postbüro (1904).
Erst die Große Depression und ein Tornado am 8. Mai 1930, der einen Schaden in Millionenhöhe anrichtete, stoppte die Hochkonjunktur in Hastings. Zum Beginn der 1930er Jahre, die wieder geprägt waren von großer Hitze und Trockenheit, gab es praktisch keine Einnahmen aus dem Getreideanbau. Das darauf folgende Jahrzehnt stellte wiederum einen Wendepunkt dar, da sich die Stadt im Zuge des Zweiten Weltkrieges mehr der Munitionsherstellung zuwandte. Das Naval Ammunition Depot war das größte der ganzen USA und verursachte einen Anstieg der Einwohnerzahlen von 15.000 auf über 23.000 innerhalb nur eines Jahres. Nach dem Krieg entstanden das Einkaufszentrum, ein Schwimmbad, sowie weitere Geschäfte und ein Fernsehsender (1955).

## Geographie
Hastings liegt im südlichen Nebraska an den U.S. Highways 6, 34 und 281. Amtraks täglicher Fernzug California Zephyr von Chicago nach Emeryville hält in Hastings. Hastings’ geographische Koordinaten sind 40° 35′ N, 98° 24′ W (40,589293, −98,391689)
Nach den Angaben des United States Census Bureaus hat die Stadt eine Fläche von 25,8 km², wovon 25,5 km² auf Land und 0,3 km² (= 1,31 %) auf Gewässer entfallen.

## Demographie
Laut United States Census 2000 hat Hastings 24.064 Einwohner, davon 11.640 Männer und 12.424 Frauen.

## Söhne und Töchter der Stadt
- Jay Leland Benedict (1882–1953), General der United States Army
- Gwen Lee (1904–1961), Schauspielerin
- Francis S. Greenlief (1921–1999), Generalmajor der United States Army
- Sandy Dennis (1937–1992), Schauspielerin
- Tom Osborne (* 1937), Mitglied des US-Repräsentantenhauses und langjähriger College-Football-Trainer der Nebraska Cornhuskers
- Ivan Sutherland (* 1938), Pionier der Computergrafik, Professor an der Harvard University, Vizepräsident von Sun Microsystems

## Sonstiges
- Hastings ist der Ort, an dem das Getränk Kool-Aid im Jahr 1927 von Edwin Perkins erfunden wurde.
- Der historische Distrikt Hastings’ sowie der Heartwell Park Historic District sind im National Register of Historic Places verzeichnet.
- Am 24. Juni 2007 gewann Hastings den von Yahoo durchgeführten Wettbewerb Greenest City in America.